# 우림과 둠밈
우림과 둠밈(Urim and Thummim)은 하나님의 뜻을 판별하는 제비와 같은 존재로 여겨졌던 것으로, 높은 성직자들이 흉패에 지니고 다니는 것이었다. 어떤 모양인지는 알려지지 않았다.

## 어원
우림과 둠밈에 대한 말의 의미와 기원에 대한 몇 가지 주장 중에서, 가장 널리 알려진 설명은 우림을 ‘빛’을 의미하는 히브리어 (오르אוך/빛)에서 온 것으로, 둠밈은 ‘완전하다’를 의미하는 (타맘/תמם/완전하다)에서 온 것으로 이해하는 것이다. 우리말 개역 개정과 새 번역 성경의 각주에서 우림과 둠밈은 “빛과 완전함”으로 번역한다. 이 두 단어를 이어서 표현하면 “완전한 빛”의 의미로 이해할 수 있다. 빛은 우리말로 번역하면 ‘신의 조명, 계시’로 보아 ‘완전한 조명’으로 볼 수 있다. 
우림과 둠밈의 어근을 서부 셈족어가 아닌 아카드어나 아랍어, 또는 이집트어에서 찾고자 하는 시도가 있었으나 근거가 희박하다. 우림과 둠밈을 통하여 하나님의 뜻을 묻고 ‘예’와 ‘아니오’로 답변을 듣게 된다. 둠밈은 ‘무죄의’라는 뜻으로 볼 수 있고, 우림은 ‘저주하다’를 의미하는 어근 (아라르אראר/저주하다)로 본다면 ‘저주 받은, 유죄의’로 이해함으로 우림과 둠밈의 기능을 잘 반영했다고 볼 수 있다.

## 형태와 기능
우림과 둠밈은 기록이 나와 있지 않다. 그나마 이에 대한 답을 찾을 수 있는 곳은 구약 성경뿐이다. 출 28:19-30부분에서 우림과 둠밈을 대제사장의 흉패 안에 보관하라고 했으므로 그것들의 크기가 그렇게 크지 않았다는 것을 유추할 수는 있다. 우림과 둠밈의 재료, 모양 또한 성경에서 아무런 정보를 제공하고 있지 않다. 우림과 둠밈의 기능을 가장 잘 보여주는 구절은 사무엘상 14:41이다. 이 구절 중에서 실상이라는 것이 사실 둠밈으로 번역해야 할 가능성이 높다. 이 부분에서 마소라 본문을 그대로 반영하고 있는 번역이다. 하지만 마소라 본문은 성경을 필사하던 서기관이 동일한 단어가 두 행의 끝부분에 나타날 때 이미 필사한 것으로 착각해 그 행을 빼먹고 넘어가서 해당하는 행이 사라지는 서기관의 실수 결과가 남아있는 것이다. 따라서 대부분의 주석가은 칠십인 역을 따라 사라진 부분을 재구성하여 채워 넣고 있고 새 번역 성경이 이것을 반영하고 있다. “그 허물이 주님의 백성 이스라엘에 있다면 둠밈이 나오게 하십시오.” 이 구절에서 사울은 자신과 요나단에게 죄가 있는지 아니면 백성들에게 죄가 있는지 판결을 내리기 위해 우밈과 둠밈을 사용한다.
그렇기 때문에 아마도 주사위와 같은 물건을 던져서 그 결과로 신의 뜻을 구별하는 점술의 일종에 사용되는 도구였을 것이다. 이 본문을 유추해 보자면 우림의 의미는 아마도 저주받은 혹은 유죄라는 가능성이 높다. 민수기 27:21에도 용도를 보여준다. 여기서 알 수 있는 것은 우림과 둠밈을 던져서 점술을 행하는 권한이 제사장에게 있다는 것을 알 수 있다. 한 가지 흥미로운 것은 항상 이 점술 행위가 예 or 아니요 의 결과를 보여주는 것은 아니다. 사무엘상 28:6이 알려준다. 이 구절에 의하면 전쟁을 앞두고 우림과 둠밈을 통해 답을 얻고자 했지만, 답이 나오지 않았다. 그래서 사울 왕은 무당을 통해서 죽은 사무엘과 신내림을 시도한다. 점술이나 다양한 방식으로 하나님의 뜻을 물어보는 것을 표현할 때 사용되는 히브리어의 표기는 같고 우림과 둠밈의 표기도 동일하다. 그랬을 때 예 또는 아니요 그뿐만 아니라 때로는 구체적인 답변이 주어진 경우가 있다. 사사기 1:1-2, 사무엘상 10:22, 사무엘하 2:1 등등 예 아니오 그뿐만 아니라 구체적으로 하나님의 뜻과 지시가 내려진 것을 볼 수 있다. 그러므로 일부 학자들은 우림과 둠밈이 단순히 두 개로만 이루어진 것이 아니라 히브리어 알파벳 22개 모두로 구성되었으리라고 추측하기도 한다.

## 대제사장 의복

### 우림과 둠밈과에봇
에봇 앞에는 흉패가 붙어 있었다. 에봇은 주로 우림 과 둠밈 그리고 흉패를 포함한다. 에봇은 단순한 대제사장 의복 이상의 것이었다. 삼상 23:6에 의하면 아비아달은 에봇을 가지고 사울을 피해 다윗에게로 피신해 왔다. 여기서 다윗은 합법적으로 에봇을 사용할 수 있다는 것을 유추할 수 있다. 다윗은 아비아달이 소유한 에봇을 통해 하나님께 두 번 물었다. 이것은 사울과 달리 다윗이 하나님의 인도하심을 받는다는 것을 의미한다. 우림과 둠밈은 합법적인 대제사장의 에봇과 함께 사용된 합법적인 신탁 도구였다.

### 우림과 둠밈과 판결흉패
판결 흉패, 즉 히브리어로 호센이라는 낱말의 분명한 뜻은 여전히 불확실하다. 그러나 이 용어는 ‘아름다운 것’을 의미하는 아라비아어 <하수나>(hasuna)와 관련이 있는 것으로 주장되었다. 그러므로 호센은 대제사장의 옷 가운데 ‘가장 아름다운 것’ 또는 ‘가장 귀중한 부분’이라고 간주한다. 또한 ‘전쟁을 위한 조끼’라는 의미의 아라비아어 <가우산>(gausan)과도 관련이 있어 보인다. 흉패는 대략 좌우 9인치의 길이에 두 겹의 재료로 되어 있었다. 에봇과 똑같은 재료로 만들어진 이 중요한 부분은 금으로 된 열두 보석이 네 줄로 박혀 있었으며, 이 보석들에는 이스라엘 12지파의 이름이 새겨져 있었다. 이 흉패는 에봇에 금고리 둘과 땋은 두 금 사슬과 청색 끈으로 단단하게 매여 있었다. 흉패는 이중으로 겹쳐서 만들었다는 주장과 우림과 둠밈을 간수할 수 있는 주머니로 설계되었다는 주장이 있다. 다른 학자들은 히브리어 엘은 우림과 둠밈이 흉패의 외부에 덧붙여져 고정되었음을 의미한다고 했다. 엘을 ‘위에’로 번역한다면 두 가지 해석이 가능해진다. 
1. 우림과 둠밈은 야웨의 신탁이 필요할 때마다 흉패의 외부에 덧붙여 있는 것으로 생각할 수 있다.

1. 우림과 둠밈을 흉패 위의 12보석과 동일시하는 것이다.

그러나 레위기 8:8에 의하면 우림 과 둠밈을 흉패 위의 12보석과 동일시하는 것은 불가능하다. 우림과 둠밈을 적절한 장소에 두는 것을 언급하고 있기 때문이다. 레위기 8:8과 출애굽 28:30은 분명히 우림 과 둠밈을 어떤 장소에 놓을 수 있는 일종 유형의 물건으로 묘사하고 있기 때문이다. 결국 우림과 둠밈은 만질 수 있고 실체적이며 유형의 정체성을 지닌 어떤 물체로 보는 것이 더 설득력이 있다.

## 구약성경 본문에 나타난 우림과 둠밈
구약성경에서 우림과 둠밈은 일곱 개의 본문에 등장한다. 함께 기록되어 있거나 우림만 기록되어 있기도 하며 순서가 다르게 나타나기도 한다. (출애굽기 28:30; 레위기 8:8; 민수기 27:21; 신명기 33:8; 사무엘상 28:6; 에스라 2:63; 느헤미야 7:65). 우림과  둠밈에는 정관사가  사용되고  있다(출  28:30;  레  8:8,  민 27:21; 삼상 28:6; 참조. 신 33:8). 출애굽기 29:30과 레위기 8:8는 처음 우림과 둠밈이 등장하여 소개되는 본문이지만 우림과 둠밈에 각각 정관사를 사용하는 것을 보아 잘 알려져 있던 것임을 짐작할 수 있다. 각각 사용되었다는 것은 우림과 둠밈을 하나로 보는 것이 아니라 각각의 물체로 인식하고 있음을 알 수 있다. 신명기 33:8에서는 정관사 대신 인칭대명사가 사용되고 있다. "주의 둠밈과 우림"을 레위 자손에게 주시기를 간구하고 있다. 하나님께 속해 있던 우림과 둠밈이 레위 자손, 대제사장에게 주어졌다고 이해할 수 있다. 에스라2:63과 느헤미야 7:65에서는 정관사를 붙이지 않는데 이는 고유명사화된 것으로 이해할 수 있다. 우림과 둠밈을 통해 신탁을 구하는 것은 출애굽 광야 때부터 왕정 초기 사울 왕 시절까지만 나와 있다.
에스라와 느헤미야에서는 우림과 둠밈을 가진 제사장이 일어나기를 기다리고 있기 때문에 존재 유무를 특정할 수 없다. 사울 왕은 우림과 둠밈을 통해 블레셋과 전쟁에 임해도 되는지 신탁을 묻지만, 응답을 받지 못한다. 제사장이 아니었던 사울 왕이 사용하려고 시도하였지만, 응답을 받지 못하고 에스라 때에 이르기까지 구약성경에서 우림과 둠밈을 언급하지 않는다.

## 제2성전시기의 우림과 둠밈의 존재
우림과 둠밈이 제 2성전 시대에 사용되었는지에 대한 논의는 에스라(2:59-63 , 느7:63-65)에서 ”우림과 둠밈을 가진 제사장“ 에 대한 기다림이 현실적으로 가능한지에 대한 중요한 단서가 된다. 제 2성전 시대의 문헌들 가운데에서는 다양한 문서들이 우림과 둠밈을 언급하고 있다. 구약성경 헬라어의 역본인 칠십인역(주전3-2세기)에는 우림과 둠밈에 대한 번역과 이해가 담겨 있다. 칠십인역 오경과 사무엘상 본문에서는 우림을 dēlōsis,(계시 , 나타남)이라고 번역하고 있으며 둠밈은 (진리 alētheia) 있다. (출 28:30; 레 8:8; 민 27:21; 신 33:8; 삼상28:6; 참조. 삼상 14:41; 호 3:4). 반면 에스라 2:63와 평행 본문인 느헤미야 7:65은 우림을 (phōtizō, “빛나다”)의 분사형으로 번역하고 있으며 둠밈을 teleios, (“완전한”)로 번역하고 있다. 칠십인역은 번역된 단어들을 통해 제2성전시대에 우림과 둠밈 단어의 의미를 어떻게 생각했는지 정보를 제공하지만 제2성전시기에 우림과 둠밈이 존재하였는지 혹은 사용되는지에 대한 정보는 제공하지 않는다. 칠십인역은 번역된 단어들을 통해 제2성전시대에 우림과 둠밈 단어의 의미를 어떻게 생각했는지 정보를 제공하지만 제2성전시기에 우림과 둠밈이 존재하였는지 혹은 사용되는지에 대한 정보는 제공하지 않는다.시락서(주전 200-180년)에는 우림과 둠밈에 관한 두 구절이 포함되어 있다. 시락 33:3에는 “지혜로운 사람은 율법을 신뢰하고 그에게는 율법이 우림의 질문처럼 믿을 만한 것이다. ”시락서가 기록된 시기까지 우림과 둠밈이 사라졌고 전혀 기능하지 못하였다고 한다면 시락서에서 율법에 대한 신뢰성을 우림과 둠밈에 비교한다는 것은 합리적이지 않다. 동시대인들에게 전설적으로 내려오는 우림과 둠밈을 비교의 대상으로 삼기보다는 동시대인들에게 친숙하고 신뢰성이 있기에 비교의 대상으로 삼았다는 것이 더 합리적인 추론이다.

## 제2성전의 멸망 이후 우림과 둠밈을 언급한 문헌들
요세푸스(37-100 CE)는 『유대 고대사』에서 제2성전시기에 우림과 둠밈이 있었고 대제사장에 의해 사용되었다고 기록한다. 요세푸스는 우림과 둠밈이 에봇 흉패 안에 있었으며, 우림과 둠밈이 신탁을 알려줄 때 흉패의 12개의 보석으로부터 “굉장히 장엄한 [빛이] 비추었다”고 기록하고 있다. 탈무드와 미쉬나의 기록들은 우림과 둠밈이 제2성전시대에 존재하였는가에 대해서는 대체로 긍정적이지만 기능은 하지 못하였다고 본다. 프라이드는 TB Yoma 21b에서 제2성전시대에 사라진 다섯 가지를 언급한다: “이 다섯 가지는 제1성전과 제2성전시기를 [구분한다]: 언약궤, 언약궤 덮개, 체루빔, [하늘로부터 내려온] 불, 쉐키나, 거룩한 영(예, 예언자의 영) 그리고 우림과 둠밈이다(TB Yoma 21b).” 블렌킨솝 또한 미쉬나와 탈무드(M.So a 9:12; TB So a 48b; TB Yoma 21b)를 인용하며 우림과 둠밈이 제2성전 시기에 사라진 다섯 가지 중 하나이며 이 다섯 가지는 제2성전 시기에 사라지나 메시아 시대에 다시 나타나게 될 것이라는 점을 지적하며 우림과 둠밈이 포로 후기에 사용되었는지 의문을 표시한다. 프라이드는 에스라 2:61-63(느 7:63-65) 본문을 제2성전시대 우림과 둠밈이 사라진 것과 연관하여 이해하여야 한다고 본다.
그러나 TBYoma 21b는 제1성전시대로부터 제2성전시대에 다섯 가지가 사라졌다기보다는 다섯 가지가 ‘구분된다’ 혹은 ‘달라졌다’고 이해해야 한다. 반 담은 TB Yoma 21b:17의 제1성전시대로부터 제2성전시대에 구분되는 다섯 가지 목록 이후 문장인 “(다섯 가지는) 있었지만 기능하지 않았다”를 언급하며 우림과 둠밈이 제2성전시기에 존재하지 않았다기보다는 우림과 둠밈을 통해 하나님의 뜻을 구하지 못하는 기능의 상실로 이해한다. 베이컨은 바빌론 탈무드를 인용하여 “다윗, 사무엘, 솔로몬” 시기 이후로는 우림과 둠밈이 더 이상 사용되지 않았다고 보고 있다(TB So a 48b). 베이컨은 우림과 둠밈을 더 이상 사용하지 않게 된 원인으로 이스라엘에서 예언자들이 하나님께 묻고 그 응답을 듣는 역할을 하였기 때문으로 주장한다.
예언자들의 신탁은 우림과 둠밈보다 하나님과 더 인격적이고, 직접적이었기에 신탁을 구하는 일에 있어 우림과 둠밈을 능가하게 되었다고 주장한다. TB So a 48b:9는 에스라 2:63의 “방백이 그들에게 명령하여 우림과 둠밈을 가진 제사장이 일어나기 전에는 지성물을 먹지 말라 하였느니라”는 구절을 인용하여 누군가 이렇게 말한다면 “죽은 자가 부활하고 다윗의 자손 메시아가 올 때”에 일어날 것이라고 응답하라고 기록하고 있다. 에스라 2:63을 가까운 미래에 일어날 일이 아닌 먼 미래에 일어날 일로 언급하고 있다. 제2성전의 멸망 이후 기록된 유대 문헌들은 대체로 우림과 둠밈이 제2성전 시기에 존재하였으나 그 기능은 상실했다고 이해한다. 요세푸스의 경우 존 히르카누스가 사망하기 전(주전 104년)까지는 우림과 둠밈이 제사장들에 의해 사용되었다고 보는 반면, 미쉬나와 탈무드의 기록들은 제2성전시기 동안 우림과 둠밈은 전혀 역할을 하지 못한 것으로 기록하고 있다.

## 같이 보기
- 점복
- 주사위
- 신탁 (종교)

## 참고 문헌
강승일, 2012년 6월, 우림과 둠밈, 에봇, 그리고 언약궤, 한국구약논단
권균한, 2003년 11월, 고대 이스라엘의 제사장 신탁에 관한 연구, 목원대학교 신학대학원 석사학위 논문
김준, 2019년 10월 우림과 둠밈을 가진제사장이 일어나기 전에는”(스 2_63)에 관한 소고, 한국구약논단
임석원, 2005년 11월, 성경의 옷에 관한 기독론적 고찰